# Список птахів Американського Самоа
Це перелік видів птахів, зафіксованих на території Американського Самоа. Авіфауна Американського Самоа налічує загалом 75 видів, з яких 15 є рідкісними або випадковими, а 4 види були інтродуковані людьми. 1 вид був знищений на території Американського Самоа.

## Позначки
Наступні теги використані для виділення деяких категорій птахів.
- (А) Випадковий — вид, який рідко або випадково трапляється в Американському Самоа
- (Ex) Локально вимерлий — вид, який більше не трапляється в Американському Самоа, хоча його популяції існують в інших місцях
- (I) Інтродукований — вид, завезений до американського Самоа як наслідок, прямих чи непрямих людських дій.

## Гусеподібні(Anseriformes)
Родина: Качкові (Anatidae)

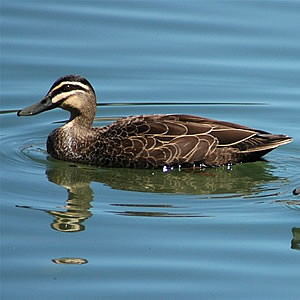
Крижень австралійський (tolo'a)

- Широконіска північна, Spatula clypeata (A)
- Крижень австралійський, Anas superciliosa
- Крижень китайський, Anas zonorhyncha

## Куроподібні(Galliformes)
Родина: Фазанові (Phasianidae)
- Курка банківська, Gallus gallus (I)

## Голубоподібні(Columbiformes)
Родина: Голубові (Columbidae)
- Голуб сизий, Columba livia (A)
- Alopecoenas stairi(інші мови)

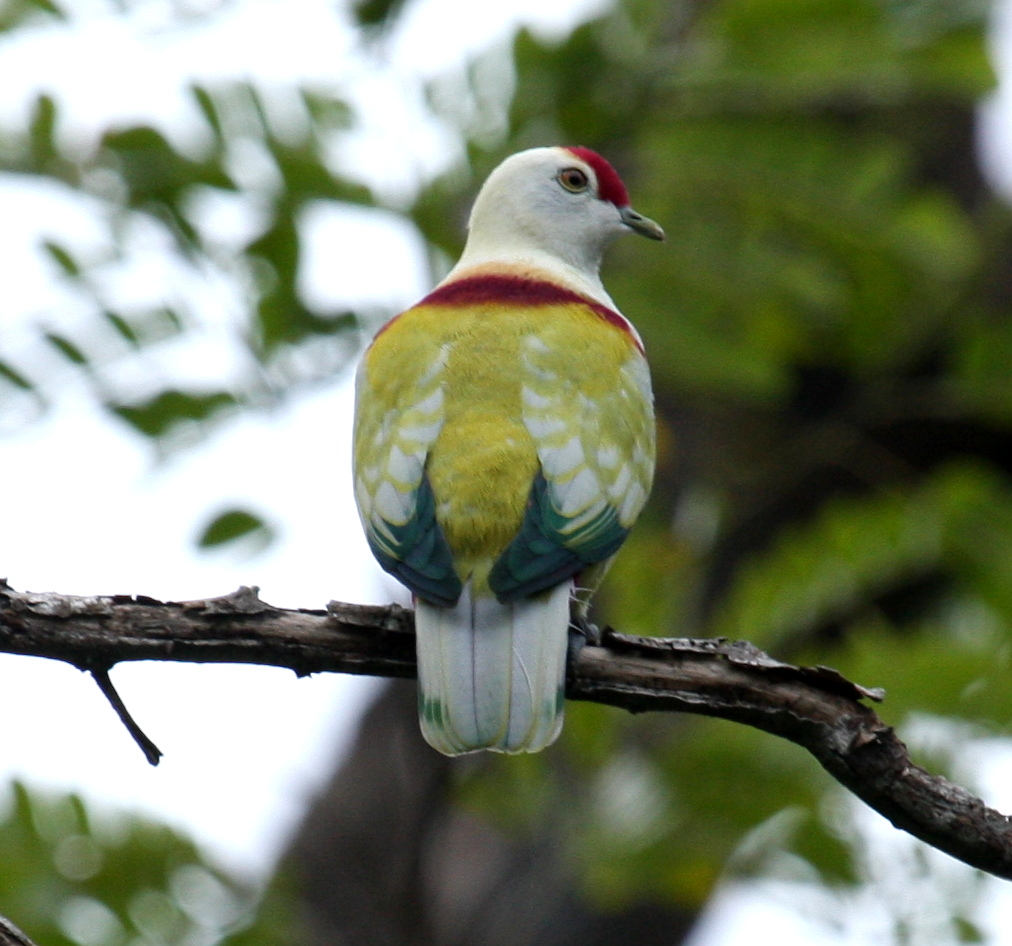
Тілопо райдужний (manuma)

- Тілопо райдужний, Ptilinopus perousii
- Тілопо фіджійський, Ptilinopus porphyraceus
- Пінон тонганський, Ducula pacifica

## Зозулеподібні(Cuculiformes)
Родина: Зозулеві (Cuculidae)
- Коель новозеландський, Urodynamis taitensis

## Серпокрильцеподібні(Apodiformes)
Родина: Серпокрильцеві (Apodidae)
- Салангана світлогуза, Aerodramus spodiopygius

## Журавлеподібні(Gruiformes)
Родина: Пастушкові (Rallidae)

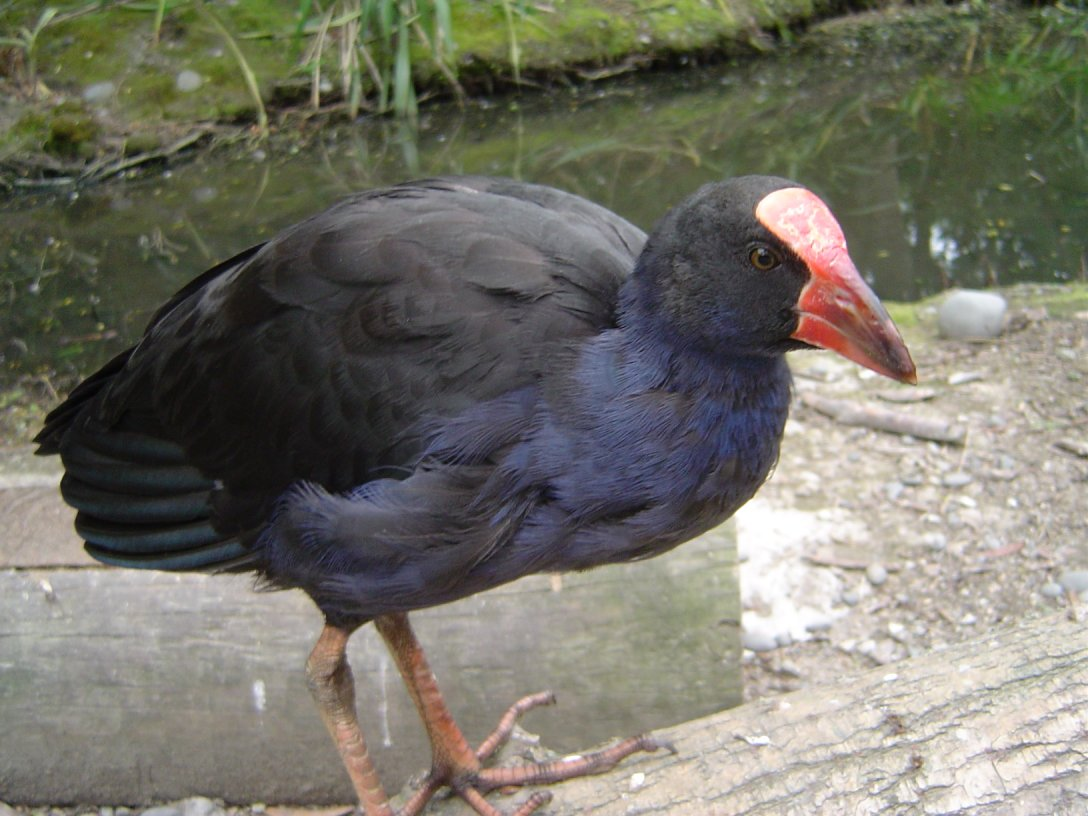
Султанка австралійська (manuali'i)

- Пастушок смугастий, Gallirallus philippensis
- Султанка зондська, Porphyrio indicus
- Султанка австралійська, Porphyrio melanotus
- Погонич австралійський, Zapornia tabuensis

## Сивкоподібні(Charadriiformes)
Родина: Сивкові (Charadriidae)
- Сивка бурокрила, Pluvialis fulva
- Чайка білошия, Vanellus miles (A)

Родина: Баранцеві (Scolopacidae)

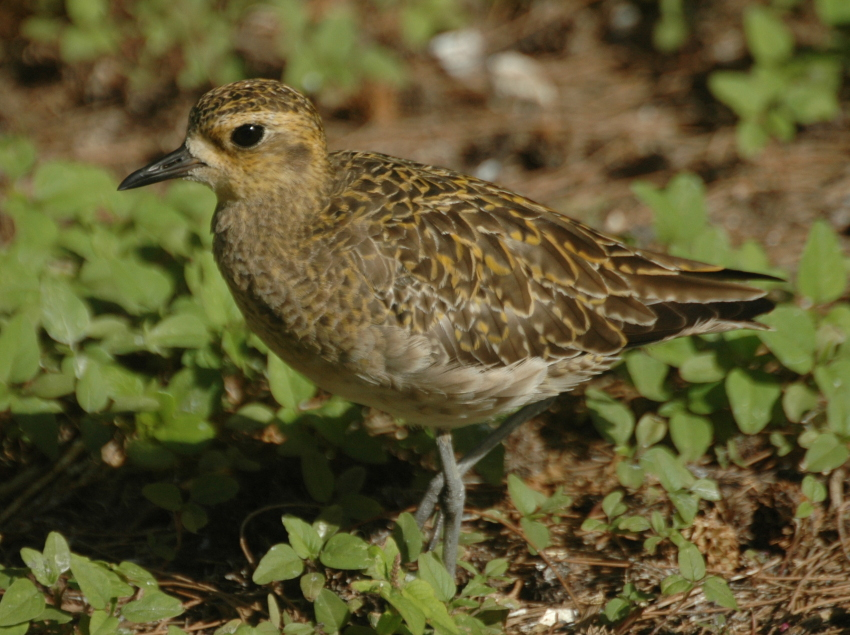
Сивка бурокрила (tulī)

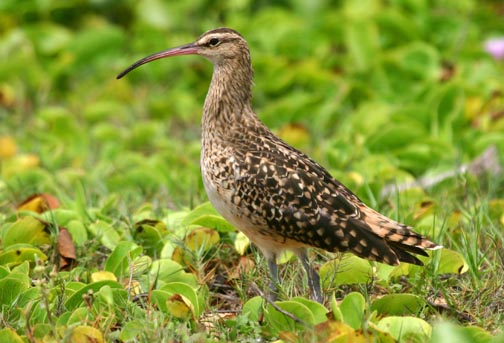
Кульон аляскинський (tuli'olovalu)

- Кульон аляскинський, Numenius tahitiensis
- Кульон середній, Numenius phaeopus (A)
- Грицик малий, Limosa lapponica
- Крем'яшник звичайний, Arenaria interpres
- Побережник білий, Calidris alba
- Коловодник аляскинський, Tringa incana

Родина: Мартинові (Laridae)
- Leucophaeus atricilla (A)
- Крячок бурий, Anous stolidus
- Крячок атоловий, Anous minutus
- Крячок сірий, Anous ceruleus
- Крячок білий, Gygis alba

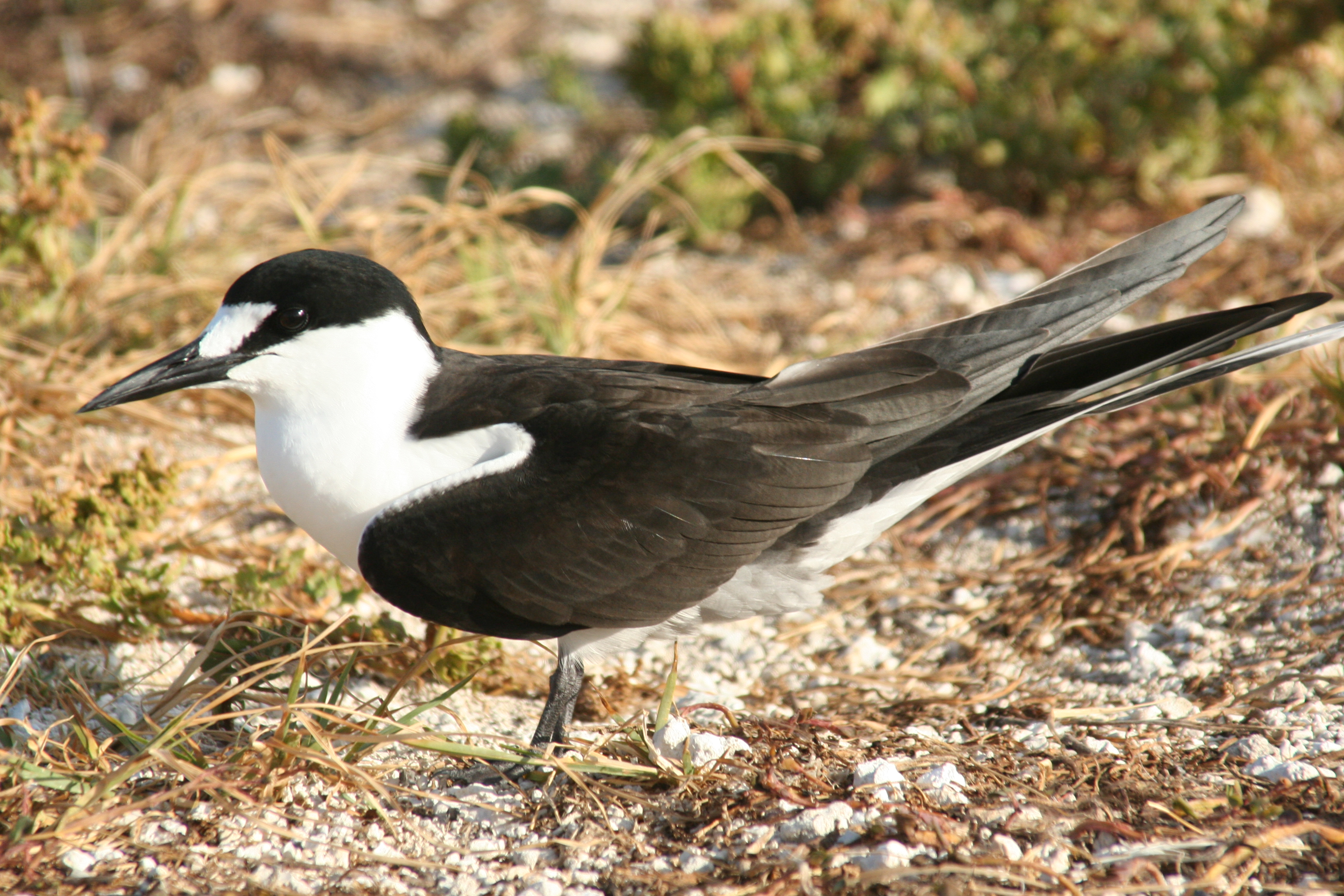
Крячок строкатий (gogo'uli)

- Крячок строкатий, Onychoprion fuscatus
- Крячок полінезійський, Onychoprion lunatus
- Крячок бурокрилий, Onychoprion anaethetus (A)
- Крячок індонезійський, Sterna sumatrana (A)
- Крячок жовтодзьобий, Thalasseus bergii (A)

## Фаетоноподібні(Phaethontiformes)
Родина: Фаетонові (Phaethontidae)

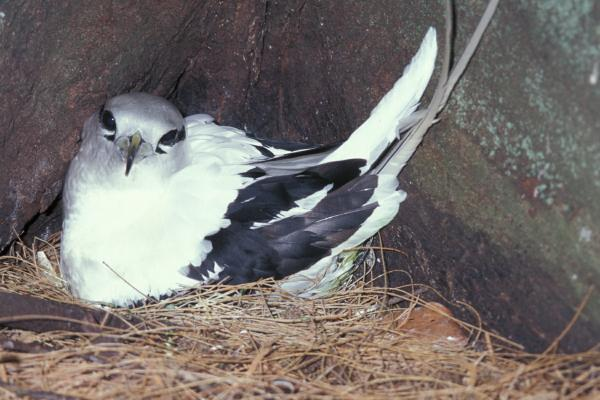
Фаетон білохвостий (tava'e)

- Фаетон білохвостий, Phaethon lepturus
- Фаетон червонохвостий, Phaethon rubricauda

## Буревісникоподібні(Procellariiformes)
Родина: Океанникові (Oceanitidae)
- Океанник білобровий, Pelagodroma marina (A)
- Фрегета чорночерева, Fregetta tropica (A)
- Океанник білогорлий, Nesofregetta fuliginosa

Родина: Буревісникові (Procellariidae)

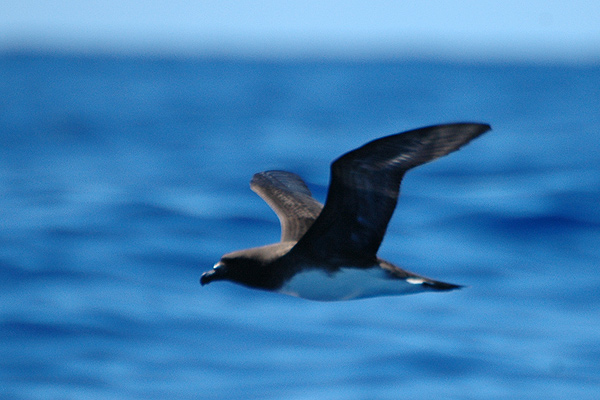
Тайфунник таїтійський (tai'o)

- Тайфунник-провісник, Pterodroma heraldica
- Тайфунник Піла, Pterodroma inexpectata (A)
- Тайфунник макаулійський, Pterodroma cervicalis
- Тайфунник австралійський, Pterodroma nigripennis (A)
- Тайфунник білолобий, Pterodroma leucoptera
- Тайфунник коротконогий, Pterodroma brevipes
- Тайфунник макронезійський, Pterodroma alba
- Pterodroma rostrata
- Буревісник світлоногий, Ardenna carneipes (A)
- Буревісник клинохвостий, Ardenna pacificus
- Буревісник сивий, Ardenna grisea
- Буревісник тонкодзьобий, Ardenna tenuirostris
- Буревісник острівний, Puffinus nativitatis
- Буревісник молокайський, Puffinus newelli (A)
- Буревісник реюньйонський, Puffinus bailloni

## Сулоподібні(Suliformes)
Родина: Фрегатові (Fregatidae)
- Фрегат-арієль, Fregata ariel

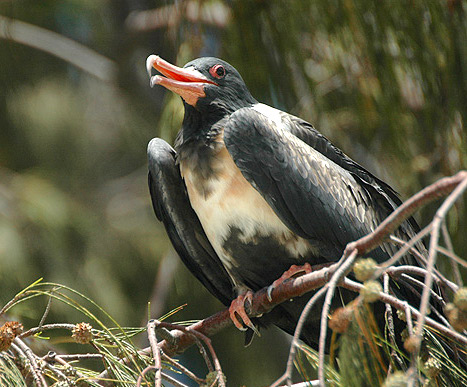
Фрегат-арієль (atafa)

- Фрегат тихоокеанський, Fregata minor

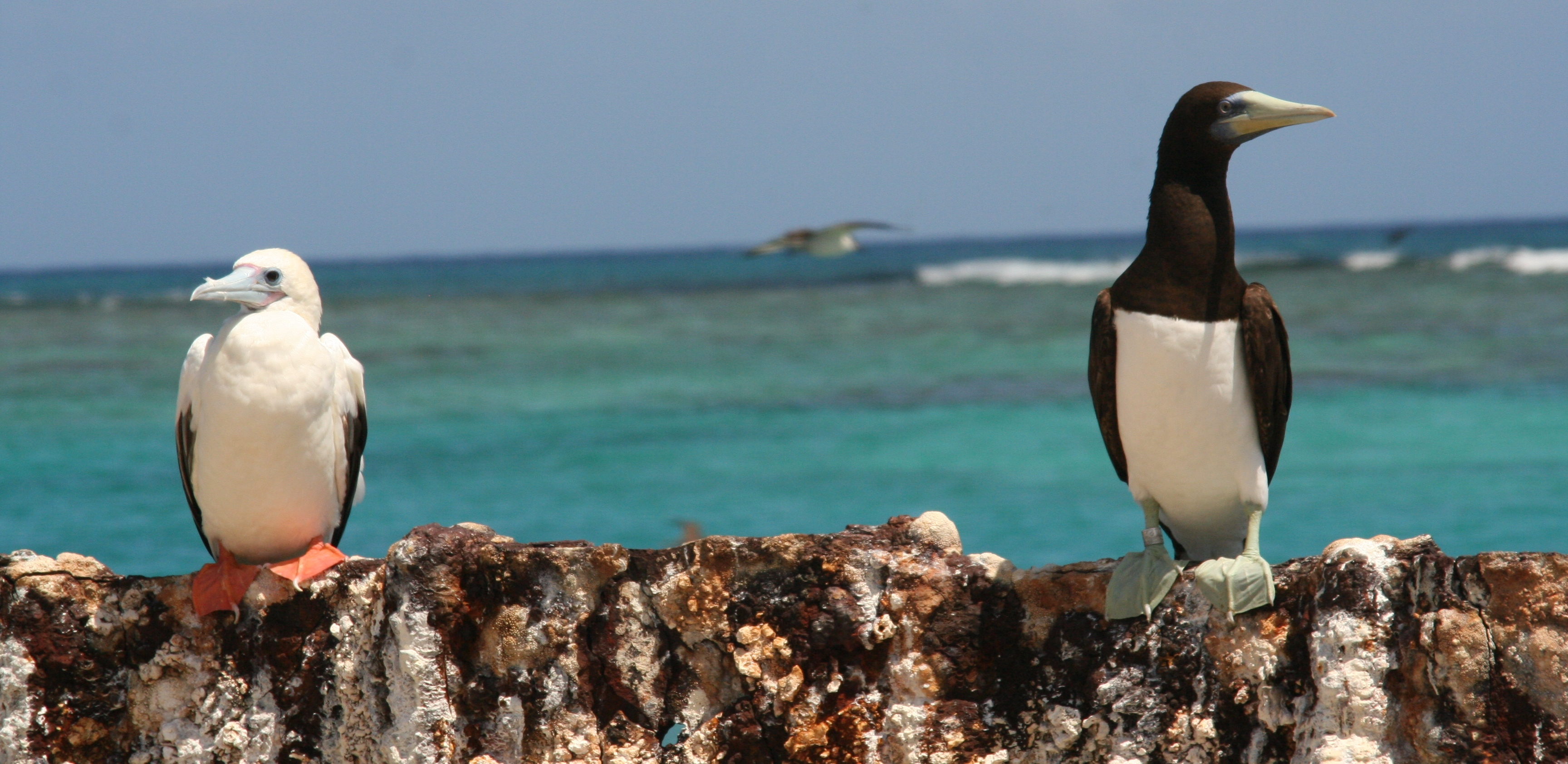
Сула червононога (зліва) і Сула білочерева (справа)

Родина: Сулові (Sulidae)
- Сула жовтодзьоба, Sula dactylatra
- Сула білочерева, Sula leucogaster
- Сула червононога, Sula sula

## Пеліканоподібні(Pelecaniformes)
Родина: Чаплеві (Ardeidae)

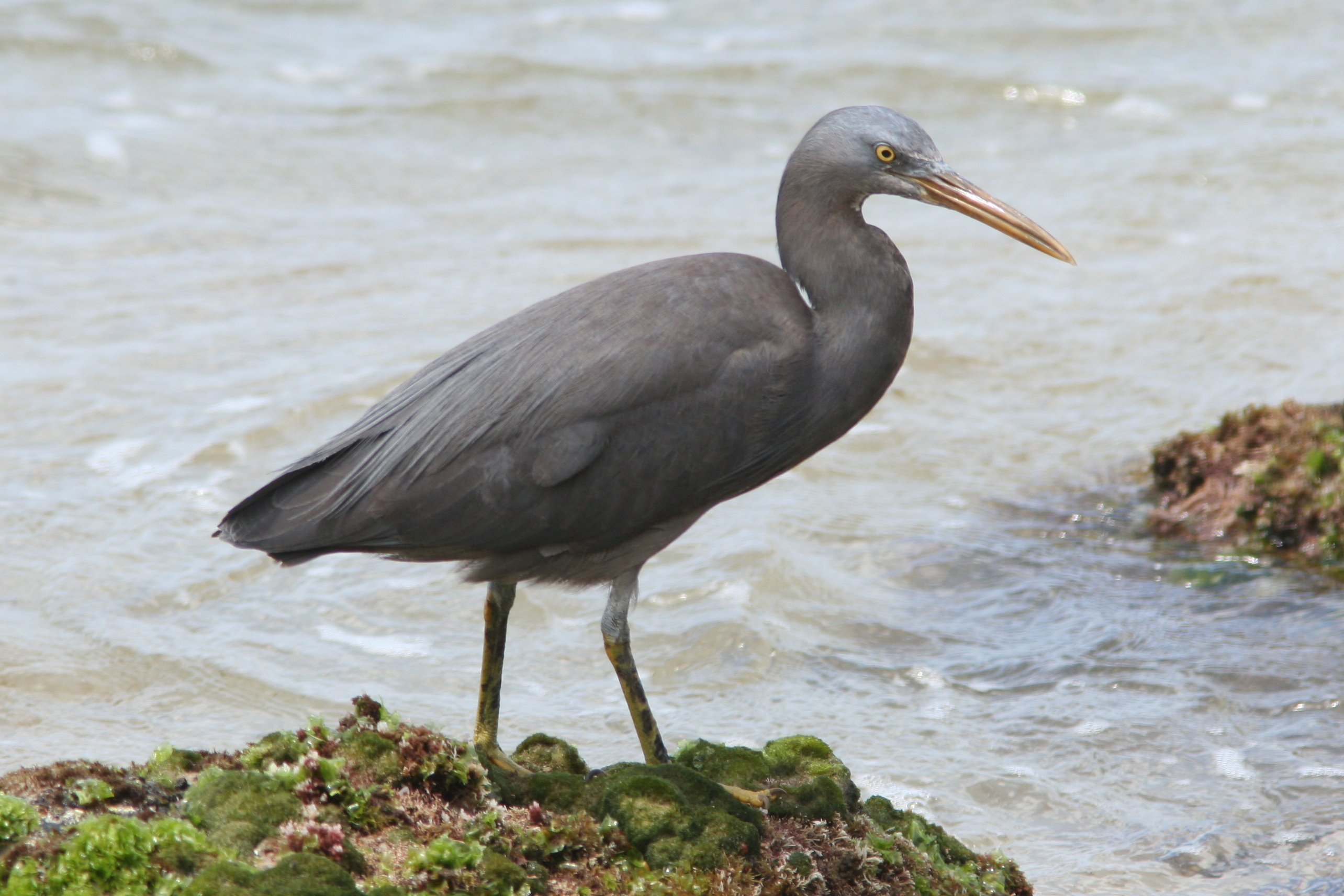
Чепура тихоокеанська (matu'u)

- Чепура австралійська, Egretta novaehollandiae (A)
- Чепура тихоокеанська, Egretta sacra

## Совоподібні(Strigiformes)

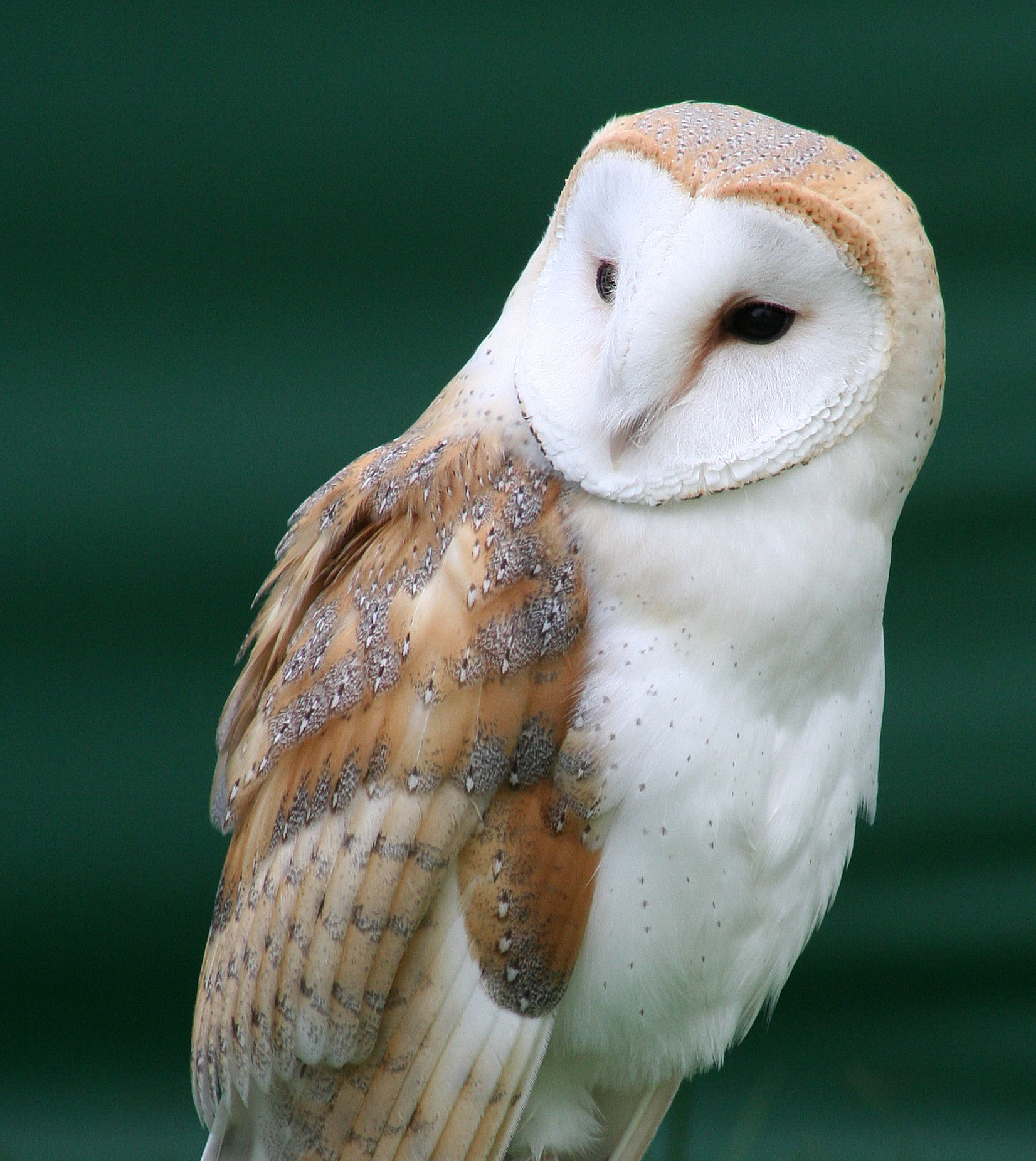
Сипуха крапчаста (lulu)

Родина: Сипухові (Tytonidae)
- Сипуха крапчаста, Tyto alba

## Сиворакшоподібні(Coraciiformes)
Родина: Рибалочкові (Alcedinidae)
- Альціон садовий, Todiramphus sacer
- Альціон білошиїй, Todiamphus chloris

## Папугоподібні(Psittaciformes)
Родина: Psittaculidae

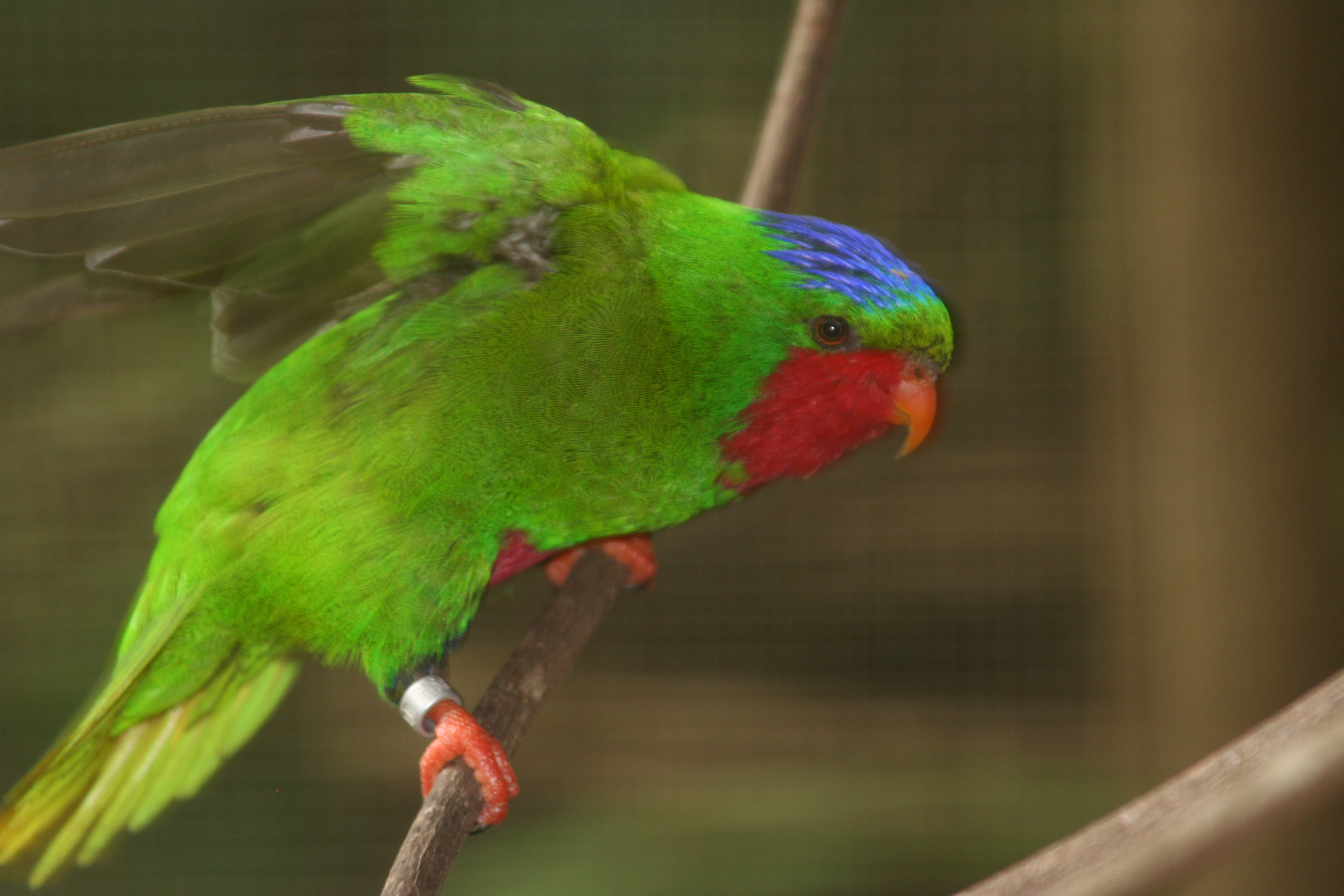
Лорі-віні синьоголовий (segavao)

- Лорі-віні синьоголовий, Vini australis

## Горобцеподібні(Passeriformes)
Родина: Медолюбові (Meliphagidae)

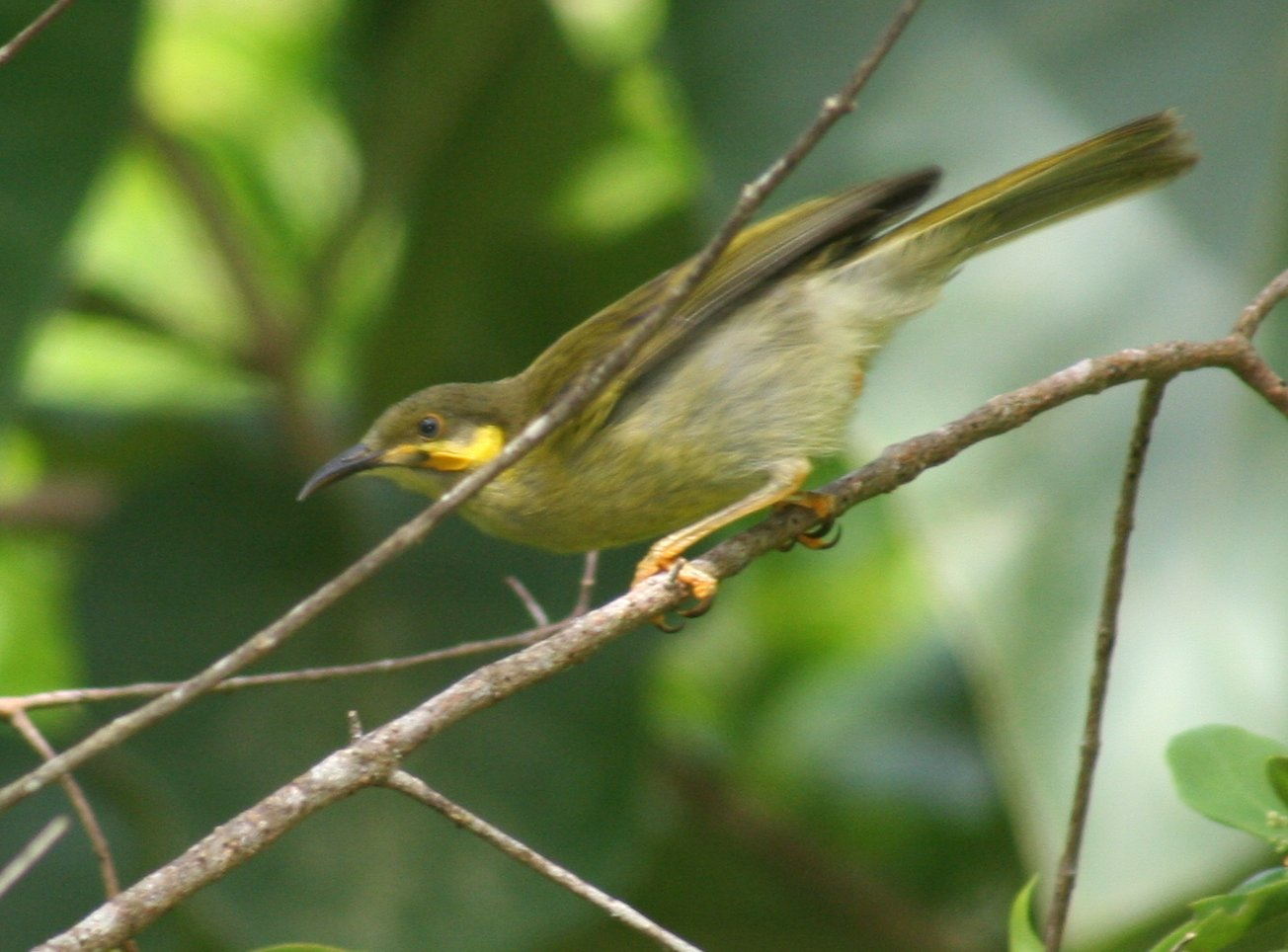
Фулегайо полінезійський (iao)

- Медовичка кардиналова, Myzomela cardinalis
- Мао самоанський, Gymnomyza samoensis (Ex)
- Фулегайо полінезійський, Foulehaio carunculatus

Родина: Монархові (Monarchidae)
- Монарх-великодзьоб рудобокий, Clytorhynchus vitiensis

Родина: Бюльбюлеві (Pycnonotidae)

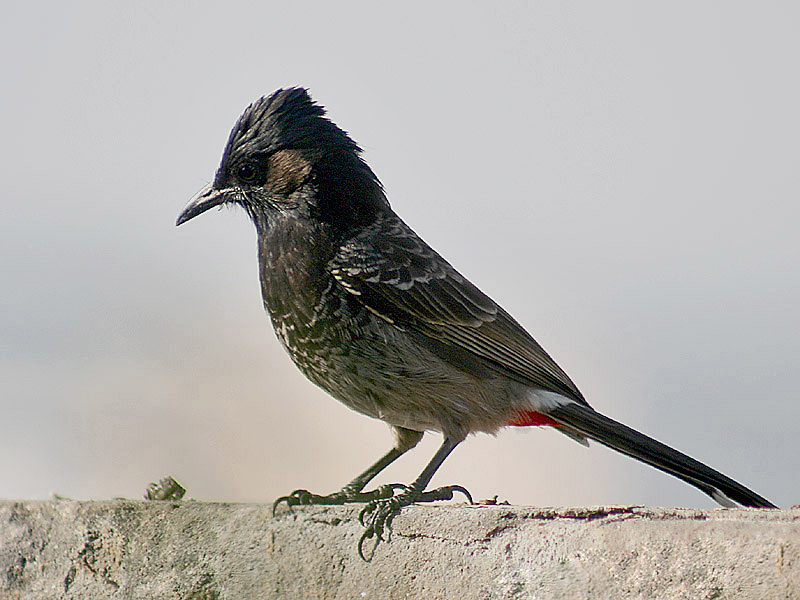
Бюльбюль червоночубий (manu pālagi)

- Бюльбюль червоночубий, Pycnonotus cafer (I)

Родина: Шпакові (Sturnidae)

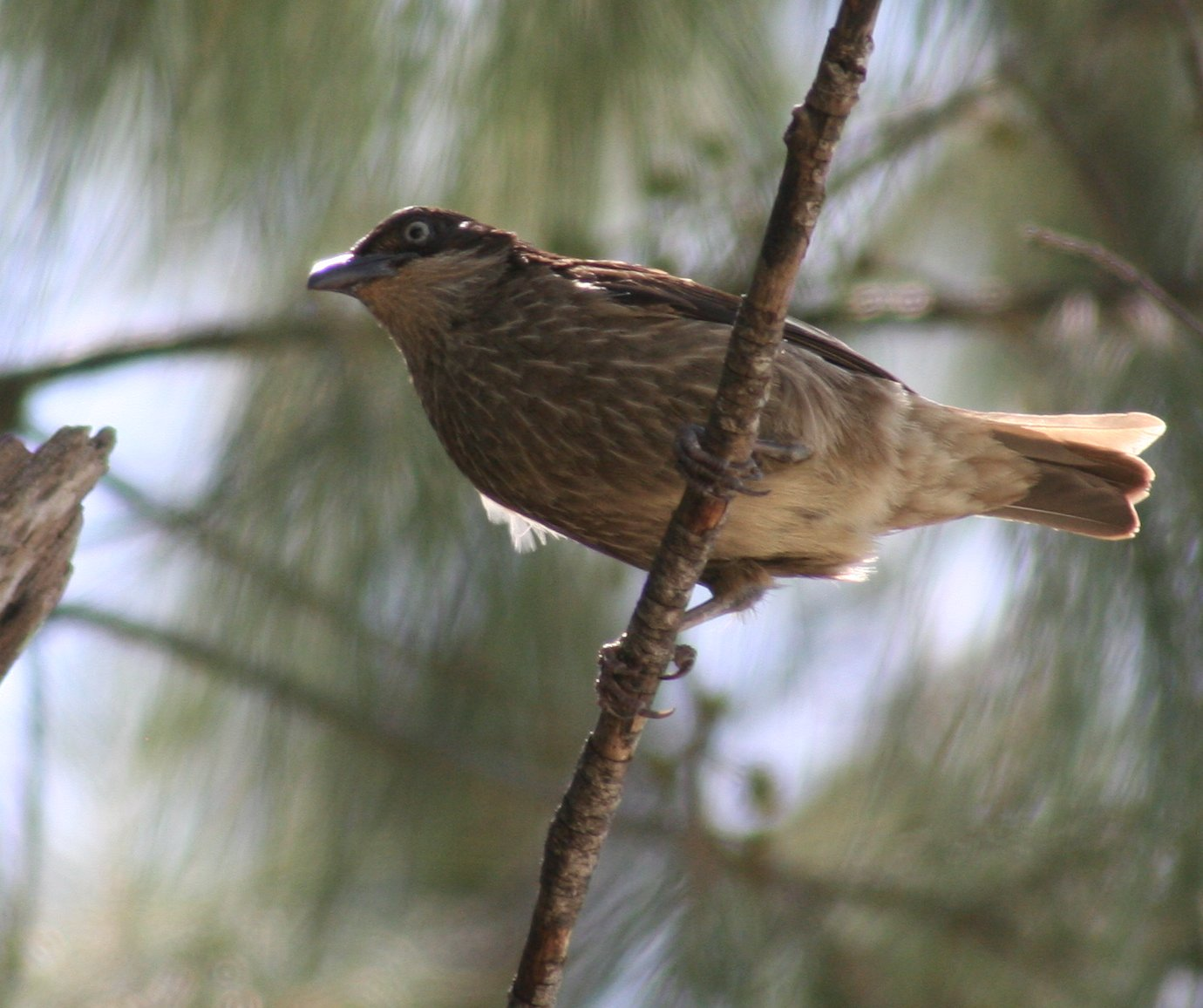
Шпак-малюк полінезійський (miti vao)

- Шпак-малюк полінезійський, Aplonis tabuensis
- Шпак-малюк самоанський, Aplonis atrifusca
- Майна індійська, Acridotheres tristis (I)
- Майна джунглева, Acridotheres fuscus (I)

Родина: Дроздові (Turdidae)
- Дрізд мінливоперий, Turdus poliocephalus